# Fresne-le-Plan
Fresne-le-Plan és un municipi francès situat al departament del Sena Marítim i a la regió de Normandia. L'any 2011 tenia 631 habitants.

## Demografia

### Població
El 2007 la població de fet de Fresne-le-Plan era de 553 persones. Hi havia 182 famílies de les quals 26 eren unipersonals (7 homes vivint sols i 19 dones vivint soles), 48 parelles sense fills, 97 parelles amb fills i 11 famílies monoparentals amb fills.
La població ha evolucionat segons el següent gràfic:
Habitants censats

### Habitatges
El 2007 hi havia 196 habitatges, 187 eren l'habitatge principal de la família, 4 eren segones residències i 6 estaven desocupats. 195 eren cases i 1 era un apartament. Dels 187 habitatges principals, 170 estaven ocupats pels seus propietaris, 16 estaven llogats i ocupats pels llogaters i 1 estava cedit a títol gratuït; 5 tenien dues cambres, 21 en tenien tres, 39 en tenien quatre i 122 en tenien cinc o més. 168 habitatges disposaven pel capbaix d'una plaça de pàrquing. A 53 habitatges hi havia un automòbil i a 125 n'hi havia dos o més.

### Piràmide de població
La piràmide de població per edats i sexe el 2009 era:
| Homes | Edats   | Dones |
| ----- | ------- | ----- |
| 0     | 95 o +  | 0     |
| 0     | 90 a 94 | 0     |
| 4     | 85 a 89 | 4     |
| 0     | 80 a 84 | 4     |
| 4     | 75 a 79 | 8     |
| 12    | 70 a 74 | 16    |
| 4     | 65 a 69 | 8     |
| 4     | 60 a 64 | 8     |
| 16    | 55 a 59 | 16    |
| 20    | 50 a 54 | 16    |
| 8     | 45 a 49 | 8     |
| 24    | 40 a 44 | 24    |
| 12    | 35 a 39 | 28    |
| 20    | 30 a 34 | 24    |
| 20    | 25 a 29 | 8     |
| 4     | 20 a 24 | 0     |
| 16    | 15 a 19 | 12    |
| 16    | 10 a 14 | 16    |
| 8     | 5 a 9   | 24    |
| 16    | 0 a 4   | 20    |

## Economia
El 2007 la població en edat de treballar era de 347 persones, 276 eren actives i 71 eren inactives. De les 276 persones actives 267 estaven ocupades (141 homes i 126 dones) i 9 estaven aturades (5 homes i 4 dones). De les 71 persones inactives 23 estaven jubilades, 29 estaven estudiant i 19 estaven classificades com a «altres inactius».

### Ingressos
El 2009 a Fresne-le-Plan hi havia 199 unitats fiscals que integraven 591 persones, la mediana anual d'ingressos fiscals per persona era de 22.493 €.

### Activitats econòmiques
Dels 20 establiments que hi havia el 2007, 4 eren d'empreses de construcció, 7 d'empreses de comerç i reparació d'automòbils, 1 d'una empresa de transport, 1 d'una empresa financera, 1 d'una empresa immobiliària, 3 d'empreses de serveis, 1 d'una entitat de l'administració pública i 2 d'empreses classificades com a «altres activitats de serveis».
Dels 5 establiments de servei als particulars que hi havia el 2009, 1 era una fusteria, 3 lampisteries i 1 tintoreria.
L'any 2000 a Fresne-le-Plan hi havia 12 explotacions agrícoles que ocupaven un total de 450 hectàrees.

## Equipaments sanitaris i escolars
L'únic equipament sanitari que hi havia el 2009 era una ambulància.
El 2009 hi havia una escola elemental integrada dins d'un grup escolar amb les comunes properes formant una escola dispersa.

## Poblacions més properes
El següent diagrama mostra les poblacions més properes.